# Russia Open 2000
Die Russia Open 2000 im Badminton fanden Ende Juni 2000 statt.

## Sieger und Platzierte
| Disziplin    | Gold                              | Silber                              | Bronze                                 |
| ------------ | --------------------------------- | ----------------------------------- | -------------------------------------- |
| Herreneinzel | Vladislav Druzchenko              | Pawel Uwarow                        | Victor Maljutin                        |
| Herreneinzel | Vladislav Druzchenko              | Pawel Uwarow                        | Dmitry Miznikov                        |
| Dameneinzel  | Ella Karachkova                   | Elena Nozdran                       | Natalia Golovkina                      |
| Dameneinzel  | Ella Karachkova                   | Elena Nozdran                       | Neli Boteva                            |
| Herrendoppel | Mikhail Kelj Victor Maljutin      | Vitaliy Durkin Alexandr Russkikh    | Alexandr Nikolaenko Nikolaj Nikolaenko |
| Herrendoppel | Mikhail Kelj Victor Maljutin      | Vitaliy Durkin Alexandr Russkikh    | Evgeny Dremin Alexej Vasiliev          |
| Damendoppel  | Irina Ruslyakova Marina Yakusheva | Ella Karachkova Anastasia Russkikh  | Neli Boteva Petya Nedelcheva           |
| Damendoppel  | Irina Ruslyakova Marina Yakusheva | Ella Karachkova Anastasia Russkikh  | Natalia Gorodnicheva Elena Sukhareva   |
| Mixed        | Pawel Uwarow Irina Ruslyakova     | Artur Khachaturyan Marina Yakusheva | Nikolaj Nikolaenko Maria Sofronova     |
| Mixed        | Pawel Uwarow Irina Ruslyakova     | Artur Khachaturyan Marina Yakusheva | Alexandr Russkikh Anastasia Russkikh   |